# Mikael Gustafsson

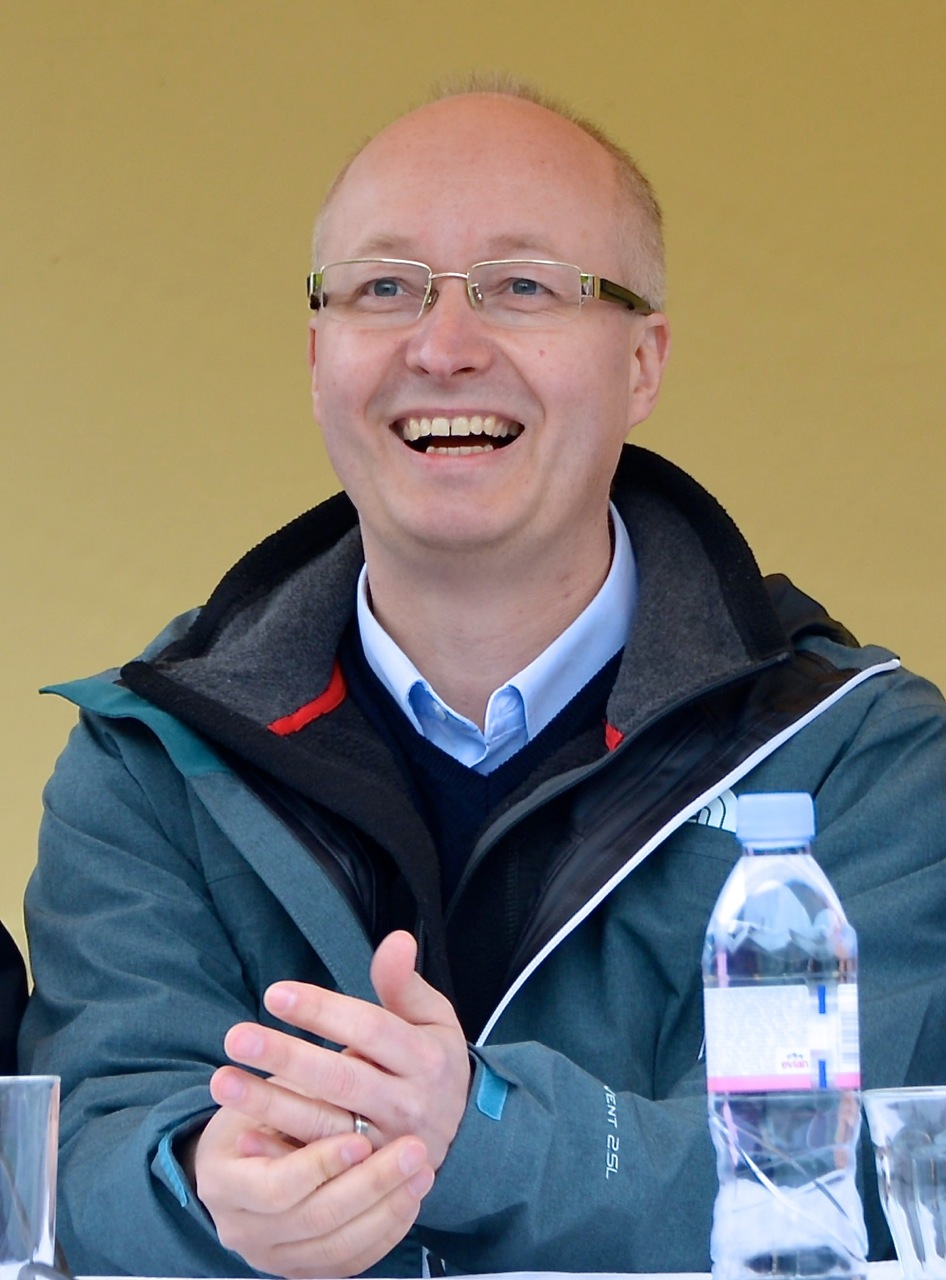
Mikael Gustafsson i en paneldiskussion om djurskyddet i Kungsträdgården i Stockholm den 14 maj 2014 inför valet till Europaparlamentet.

Mikael Jarl-Olof ”Micke” Gustafsson, född 6 mars 1966 i Dragsfjärd, Finland, är en svensk politiker. Från september 2011 till juli 2014 var han ledamot i Europaparlamentet för Vänsterpartiet, efter att ha övertagit Eva-Britt Svenssons plats när denna lämnade parlamentet av hälsoskäl. I parlamentet ingick han i Gruppen Europeiska enade vänstern/Nordisk grön vänster och var ledamot i Utskottet för kvinnors rättigheter och jämställdhet mellan kvinnor och män (FEMM) och i Utskottet för utveckling (DEVE). I det förra utskottet valdes han till ordförande den 3 oktober 2011.
Gustafsson var 2004–12 ledamot, och från 2008 ordförande, i Vänsterpartiets programkommission.
Inför Europaparlamentsvalet i Sverige 2014 återfanns Gustafsson på andra plats på Vänsterpartiets kandidatlistalista. Detta efter att Vänsterpartiet på sin kongress januari 2014 beslutat att flytta upp Malin Björk från nionde till första plats.